# Oscar Johansson (ishockeyspelare)
Oscar Johansson, född 11 maj 1988 i Karlshamn, Blekinge län, är en svensk före detta professionell ishockeyspelare (vänsterforward).